# ナムコスポーツ
- ファミスタシリーズ > ナムコスポーツ
- ファミ通PSP+PS3 > ナムコスポーツ
- バンダイナムコゲームス > ナムコスポーツ

ナムコスポーツ（NAMCO SPORTS）は、1986年にナムコ（旧社、後のバンダイナムコゲームス。NBGI）から発売されたファミリーコンピュータ用野球ゲーム『プロ野球ファミリースタジアム』をはじめ、『ファミスタシリーズ』などNBGIのスポーツゲームソフトの作中で発行している架空のスポーツ新聞である。通称（略称）は、「ナムスポ」（NAMSPO）。
元々ゲームソフト内での存在にすぎなかったが、NBGIが自社発行する広告（販促チラシ）や他社発行によるゲーム雑誌のコーナー記事など、様々な形で展開されている。

## 概要

### ゲームソフトでのナムコスポーツ
元々は『ナムコットスポーツ』（NAMCOT SPORTS）という紙題だった。「ナムコット」（NAMCOT）は、当時ナムコの家庭用ゲームソフトを発売する際に使用していたブランド名である。ナムコットブランドが消滅する1995年より、ナムコスポーツに改題。
ファミスタシリーズ以外には、サッカーゲーム『Jリーグサッカー プライムゴールシリーズ』でも発行されていた。
PS版『ワールドスタジアムEX』など、一部の作品では『日刊ナムコスポーツ』（にっかんナムコスポーツ）の紙題が使われている他、ゲームアーツ発売のPC-88VA版及びFM TOWNS版（概要はゲームアーツ版を参照）では『ゲームアーツスポーツ』に取って代わられている。
誌面内容は元々、純粋に試合結果・チーム成績のみを告知するものであり、初代をはじめ勝ち抜き戦モードを導入した作品では次の試合から再開するためのパスワードも記載されていたが、やがて『スーパーファミスタ』から選手別の成績も記入されるようになり、PS版『ワールドスタジアムシリーズ』（ワースタシリーズ）では、自社ゲームのパロディ広告・記事も掲載されるようになった。
旧ナムコがNBGIとなった2006年以降、『プロ野球 ファミスタオンライン』では『ファミスタスポーツ』（FAMISTA SPORTS）、『プロ野球 ファミスタDS』では『ファミスポ』（FAMISPO）の紙題で発行されており、従来の「ナムコット」「ナムコ」を冠した紙題は携帯電話アプリ版の『ファミスタモバイル』（ナムコットスポーツ）・『プロ野球 熱スタシリーズ』の「ファミスタモード」（ナムスポ）でしか見られなくなっている。

#### 歴史
※家庭用ゲーム機（FC、SFC、N64、PS、GC）版ファミスタ・PS版ワースタシリーズ関連中心に記述する。
- 1986年12月 創刊。
- 1988年12月 『プロ野球ファミリースタジアム'88年度版』で試合結果報告を架空のテレビ番組『ナムコットスポーツニュース』にその座を譲り、一部作品を除き消滅。
- 1992年3月 『スーパーファミスタ』で『なむこっとすぽーつ』として復活。同時に顔写真つきで監督の一言の掲載が開始。
- 1993年3月 『スーパーファミスタ2』で四コマ漫画『野球くん』の連載が開始。
- 1994年3月 『スーパーファミスタ3』で四コマ漫画『野球くん2』の連載が開始。
- 1995年3月 『スーパーファミスタ4』で漫画が消滅。新たに『本日の格言』と『ナムスポ三賞』の掲載を開始。
- 1996年2月 『スーパーファミスタ5』で『ナムコスポーツ』に改題。二コマ漫画『魔球くん』の連載が開始。
- 1996年7月 『ワールドスタジアムEX』で『日刊ナムコスポーツ』となり、新聞をメモリーカードに保存・再発行可能に。
- 1997年11月 『ファミスタ64』では、当時普及し始めたインターネット時代を反映し、ウェブページ方式で見られるようになった（なお、URLの表示は当時のナムコの公式ウェブサイトのURI http://www.namco.co.jp/ で固定されていた）。
- 2003年5月 『ファミリースタジアム2003』で再び消滅（簡単な試合結果の表示のみ）。
- 2006年6月 『プロ野球 熱スタ2006』内『ファミスタ2006』（ファミスタモード）において『ナムスポ』の紙題で復活。

### ゲーム雑誌でのナムコスポーツ

#### 歴史・概要

##### 創刊
1996年5月30日発売の『ファミ通PS』7月号（創刊号。当時は、アスキーから発行。2000年4月発売号より、エンターブレインに発行元を移行）より、数度の誌名リニューアルを経て、2009年6月30日発売の『ファミ通PSP+PS3』2009年8月号まで連載された旧ナムコ→NBGI関連情報コーナーである。基本的に同誌はPlayStation系（SCE製）ゲーム機専門誌であるため、同系ゲーム機向けの作品のみを紹介していた。
当初のタイトルは『月刊ナムコスポーツ』（げっかんナムコスポーツ）。1996年10月の月2回刊化を経て、掲載誌が『ファミ通PS2』に改題された2001年の5月11・25日号で100回を迎えた（ただし、当時は回数表記が入っておらず、編集サイドは気づかずに『ゼノサーガ』を紹介していた）。2004年4月9日号で“さらばナムコスポーツ!”と銘打ち最終回を迎えたが、1号置いて、5月14日号に『復活のナムコスポーツ』（ふっかつのナムコスポーツ）として再開。しばらくして元のタイトルに戻り、2006年3月31日号（通算210号）で200回を迎えた。

##### 『バンダイナムコスポーツ』
2006年3月31日付でバンダイのコンピュータゲーム事業部署を吸収しバンダイナムコゲームスに改称後もナムコレーベルの作品のみを取り上げる内容は変えず、2007年6月号より掲載誌を『ファミ通PLAYSTATION+』へ改題して以降もしばらくこの状態は続いたが、その後『バンダイナムコスポーツ』（Bandai Namco Sports）に改称し、バンダイレーベルの作品も取り上げるようになった。また、それまで掲載していた欄外のミニ情報「はみだしナムコ」も「はみだしバムコ」に改題された（「バムコ」…バンダイナムコの略）。
バンダイナムコゲームスの略称は、公式上「NBG」「NBGI」の表記が使用されていたが、このナムスポ紙面上では「BNG」の略称を使用していた。

##### 『バムスポTV』
2008年に掲載誌が『ファミ通PSP+PS3』に改題されて以降は、同じく『ファミ通PS』時代より連載していた『カプコンさんいらっしゃい』など他のメーカー情報コーナーとともに『LOVE&INSIDE…!』という連載ゾーンの一コーナーとして吸収（ただし、改題号の7月号は本コーナーのみ休載）。
この頃担当編集者だった阿部ヒロシが『週刊ファミ通』編集部へ異動した事に伴い休載も増えていたが、同年12月号（235回）より東京ゲームショウへの取材を機に『バンダイナムコスポーツ Presents バムスポTV』（バンダイナムコスポーツプレゼンツ バムスポティーヴィー、Bandai Namco Sports Presents Bamspo TV）へ改題。改題以降は、掲載されているQRコード（カメラ付き携帯電話対応）を通して、NBGI広報のベンジャミン田中によるゲームソフト関係者へのインタビュー動画配信サービスを行っていた。
2009年8月号をもって、同誌の季刊化に伴い、先述の連載ゾーンごと終了した。

#### 連載記事
1997年2月7日号から1999年4月9日号までの間には、『ファミスタシリーズ』開発者のしましま〜が執筆する漫画『野球くん』が月1回の頻度で連載された。また、同じく1998年頃には、ナムスポの発祥作品『プロ野球ファミリースタジアム』の開発者である、きっしいのグルメコラム『きっしいのラーメン紀行』も連載されていた。2004年5月28日号から同年12月24日号までは、『テイルズ オブ シリーズ』のプロデューサーである吉積信によるコラム『吉積P大いに語る!』を連載していた。
1998年には不定期での連載企画も開始。5月1・15日号からは編集者側とナムコ宣伝チームによる『ゲーム対決シリーズ』が、7月10日号からはナムコゲームのルーツを探るという企画『ルーツを探るシリーズ』が掲載された。

#### 歴代担当編集者
- ハムスタ葛西

1号から67号
- 太田マコト

68号から113号
- 阿部ヒロシ（阿部浩士）

114号から『バンダイナムコスポーツ』時代途中頃まで担当（200号時点の担当）。

### 広告としてのナムコスポーツ
2002年から2007年にかけて、PlayStation 2用ソフトとして発売された『熱チュー!プロ野球』→『ベースボールライブ』『プロ野球 熱スタ』シリーズでは、販促チラシとして『ナムコスポーツ』または『ナムスポ』が発行されたことがあった。

### ウェブサイトとしてのナムコスポーツ
2002年には、ナムコ公式サイト内でスポーツゲーム情報ポータルサイトとして、当時のナムコスポーツゲームのイメージキャラクターであるバーチャルアイドルの名を冠した『吉乃ひとみのナムコスポーツ』（よしのひとみのナムコスポーツ）が開設された。同年発売のスポーツゲームの情報サイトが概ねリンクされたが、『ファミスタアドバンス』のサイトはリンクされなかった。

## 発行元の表示
1998年に発行された書籍『ナムコ公式ガイドブック ワールドスタジアム2』紙面で掲載されたナムスポ号外では、「日刊ナムコ新聞社」となっており、先述ゲーム雑誌でのナムコスポーツは、ファミ通PS時代は「ファミ通PS編集部 ナムスポ課」、ファミ通PS2時代の頃に「（株）エンターブレイン ナムコスポーツ新聞社」へ改称され、『バンダイナムコスポーツ』に改題してからは「（株）エンターブレイン バンダイナムコスポーツ新聞社」と表記されていた。『熱チュー!』→『熱スタ』販促チラシの『ナムスポ』は、ソフト発売元の名前（ナムコ→バンダイナムコゲームス）が入っていた。

## ナムスポ以外のナムコゲームにおける架空新聞
上記スポーツゲーム以外にも、同社から発売されたゲームソフトにおいて、架空の新聞が登場する場合がある。
日本の戦国時代を題材としたゲーム『独眼竜政宗』（戦争シミュレーションゲーム）『突撃!合戦スタジアム』（アクションゲーム）ではそれぞれ「ナムコット新聞」（ナムコットしんぶん）「合戦かわら版」（かっせんかわらばん）という戦況などを伝える新聞が発行。
『ファミリーピンボール』ではバトルフリッパー・スポーツピンボールの両対戦モードで「namcot WEEKLY」という結果を告知する新聞が発行。
麻雀ゲーム『ファミリーマージャンII 上海への道』の麻雀グランプリでは大会終了後に「夕刊ナムコット」を、レースゲーム『ファミリーサーキット'91』では「夕刊ナムコ」（ゆうかんナムコ）をノービスクラスで総合優勝すると見ることができる。ただし、夕刊ナムコのメインで扱われているのはレースの事ではなくガイアンツ優勝（紙面から察するにリーグ優勝）の記事である。